# Senior PGA Tour 1986
De Senior PGA Tour 1986 was het 7de seizoen van de Senior PGA Tour dat in 2003 vernoemd werd tot de Champions Tour. Het seizoen begon met de MONY Senior Tournament of Champions, in januari, en eindigde met de Shearson-Lehman Brothers Senior Classic, in november. Er stonden zesentwintig toernooien op de agenda waaronder drie majors.

## Kalender
| Data  | Data  | Toernooi                                       | Stad                                 | Winnaar           | Score | Score | Info                                  |
| ----- | ----- | ---------------------------------------------- | ------------------------------------ | ----------------- | ----- | ----- | ------------------------------------- |
| 08-01 | 11-01 | MONY Senior Tournament of Champions            | Kaupulehu, Hawaï                     | Miller Barber     | 282   | –6    |                                       |
| 07-02 | 09-02 | Treasure Coast Classic                         | Fort Pierce, Florida                 | Charles Owens     | 202   | –14   | Eerste Senior PGA-zege                |
| 13-02 | 16-02 | General Foods PGA Seniors' Championship        | Palm Beach Gardens, Florida          | Gary Player       | 281   | –7    |                                       |
| 13-03 | 16-03 | Del E. Webb Senior PGA Tour Roundup            | Sun City West, Arizona               | Charles Owens     | 202   | –14   |                                       |
| 20-03 | 23-03 | The Vintage Invitational                       | Indian Wells, Californië             | Dale Douglass     | 272   | –16   | Eerste Senior PGA-zege                |
| 28-03 | 30-03 | Johnny Mathis Seniors Classic                  | Los Angeles, Californië              | Dale Douglass     | 202   | –14   |                                       |
| 02-05 | 04-05 | Sunwest Bank Charley Pride Senior Golf Classic | Albuquerque, New Mexico              | Gene Littler      | 202   | –14   | Nieuw toernooi                        |
| 09-05 | 11-05 | Benson & Hedges Invitational                   | San Antonio, Texas                   | Bruce Crampton    | 202   | –14   |                                       |
| 16-05 | 18-05 | United Hospitals Senior Golf Championship      | Malvern, Pennsylvania                | Gary Player       | 206   | –4    |                                       |
| 30-05 | 01-06 | Denver Post Champions of Golf                  | Denver, Colorado                     | Gary Player       | 208   | –8    |                                       |
| 06-06 | 08-06 | Senior Players Reunion Pro-Am                  | Dallas, Texas                        | Don January       | 203   | –13   |                                       |
| 19-06 | 22-06 | Senior Tournament Players Championship         | Ponte Vedra Beach, Florida           | Chi-Chi Rodríguez | 206   | –10   | Eerste Senior PGA-zege                |
| 26-06 | 29-06 | US Senior Open                                 | Columbus, Ohio                       | Dale Douglass     | 279   | –9    |                                       |
| 11-07 | 13-07 | The Greenbrier American Express Championship   | White Sulphur Springs, West Virginia | Don January       | 207   | –9    |                                       |
| 18-07 | 20-07 | Greater Grand Rapids Open                      | Grand Rapids, Michigan               | Jim Ferree        | 204   | –9    | Nieuw toernooi Eerste Senior PGA-zege |
| 25-07 | 27-07 | Greater Syracuse Senior's Pro Classic          | Syracuse, New York                   | Bruce Crampton    | 210   | –6    |                                       |
| 01-08 | 03-08 | Merrill Lynch/Golf Digest Commemorative Pro-Am | Newport, Rhode Island                | Lee Elder         | 199   | –11   |                                       |
| 08-08 | 10-08 | Digital Seniors Classic                        | Concord, Massachusetts               | Chi-Chi Rodríguez | 203   | –13   |                                       |
| 15-08 | 17-08 | GTE Northwest Classic                          | Redmond, Washington                  | Bruce Crampton    | 210   | –6    |                                       |
| 29-08 | 31-08 | Bank One Senior Golf Classic                   | Lexington, Kentucky                  | Gene Littler      | 201   | –11   |                                       |
| 12-09 | 14-09 | United Virginia Bank Seniors                   | Manakin-Sabot, Virginia              | Chi-Chi Rodríguez | 202   | –14   |                                       |
| 18-09 | 21-09 | PaineWebber World Seniors Invitational         | Charlotte, North Carolina            | Bruce Crampton    | 279   | –9    |                                       |
| 10-10 | 12-10 | Fairfield Barnett Classic                      | Melbourne, Florida                   | Dale Douglass     | 203   | –13   |                                       |
| 17-10 | 19-10 | Cuyahoga Seniors International                 | Hilton Head Island, South Carolina   | Butch Baird       | 210   | –3    | Eerste Senior PGA-zege                |
| 24-10 | 26-10 | Pepsi Senior Challenge                         | Roswell, Georgia                     | Bruce Crampton    | 136   | –8    | Nieuw toernooi                        |
| 30-10 | 02-11 | Seiko-Tucson Senior Match Play Championship    | Tucson, Arizona                      | Don January       | 70-71 | 70-71 |                                       |
| 07-11 | 09-11 | Las Vegas Senior Classic                       | Las Vegas, Nevada                    | Bruce Crampton    | 206   | –10   | Nieuw toernooi                        |
| 21-11 | 23-11 | Shearson-Lehman Brothers Senior Classic        | Delray Beach, Florida                | Bruce Crampton    | 200   | –16   |                                       |

| Majors |  | po = winnaar na play-off |  | R = rookie of seizoensdebuut |